# ヴォルフ彗星
ヴォルフ彗星(英語: 14P/Wolf)は、太陽系の周期彗星である。1884年9月17日にマックス・ヴォルフにより発見された。9月23日にはイギリスのラルフ・コープランドも発見したが、彗星の名前には付けられなかった。
かつては近日点2.74 au、公転周期8.84年だったが、1922年9月27日に木星から0.125 auの位置を通り過ぎたため、摂動の影響を受けて近日点2.43 au、公転周期8.28年に変わった。現在は、2005年8月13日に木星付近を通過したことで変化した軌道となっている。2041年3月10日には再度木星に接近し、1925年から2000年に近い軌道に戻ると計算されている。
彗星核は、直径4.66kmと見積もられている。

## 近日点通過
ヴォルフ彗星は2017年12月1日に近日点を通過した。前回以前の近日点通過は以下の通りである。
- 1884年11月18日
- 1891年9月3日
- 1898年7月5日
- 1905年5月4日 (観測されず)
- 1912年2月24日
- 1918年12月13日
- 1925年11月8日
- 1934年2月27日
- 1942年6月23日
- 1950年10月23日
- 1959年3月21日
- 1967年8月30日
- 1976年1月25日
- 1984年5月31日
- 1992年8月28日
- 2000年11月21日
- 2009年2月27日
- 2017年12月1日

また、次は2026年9月19日に近日点を通過する。次回以降の近日点通過は以下の通りである。
- 2026年9月19日
- 2035年6月19日
- 2044年2月4日
- 2052年4月9日
- 2060年6月12日
- 2068年9月7日
- 2077年2月26日
- 2085年8月28日
- 2094年2月13日
- 2102年7月26日